# Neoclosterus
Neoclosterus is een kevergeslacht uit de familie van de boktorren (Cerambycidae). De wetenschappelijke naam van het geslacht werd voor het eerst geldig gepubliceerd in 1899 door Heller.

## Soorten
Neoclosterus omvat de volgende soorten:
- Neoclosterus argodi (Belon, 1913)
- Neoclosterus bernardii Quentin & Villiers, 1969
- Neoclosterus boppei Quentin & Villiers, 1969
- Neoclosterus curvipes Heller, 1899
- Neoclosterus lemairei (Lameere, 1903)
- Neoclosterus lujae Boppe, 1912
- Neoclosterus mefianti Bouyer, 2011
- Neoclosterus opacipennis Boppe, 1912